# 2017年北朝鮮危機
2017年北朝鮮危機（2017ねんきたちょうせんきき）とは、北朝鮮による2017年の核実験・ミサイル実験を伴うアメリカと日本への一連の威嚇行動に端を発する問題である。

## 概要
2017年に北朝鮮は急速に核兵器能力を伸ばし、アメリカとその同盟国への軍事的緊張を高めた。北朝鮮は数回のICBMの発射に成功し、日本・アメリカ・韓国を攻撃すると脅した。これに対してアメリカは以下の措置を取った。
- テロ支援国家への再指定[1]
- 国連安保理での連続的な経済制裁強化決議[2][3][4][5]
- 国連軍派遣国の会合や海上封鎖の呼びかけ[6][7][8][9]
- シリアへの巡航ミサイル攻撃やアフガニスタンでの大規模爆風爆弾兵器 (MOAB) の投下による牽制[10][11]
- アメリカ国民の渡朝禁止と北朝鮮籍者の入国禁止・北朝鮮と取引する個人及び企業のアメリカ経済からの締め出しといった独自制裁[12][13][14]
- 各国に国交断絶など北朝鮮との外交及び貿易関係の見直しを迫る圧力[15][16]
- 史上初のICBM（大陸間弾道ミサイル）を迎撃する実験[17]
- 韓国との戦術核兵器再配備の協議[18]や軍事的選択肢[19]
- 朝鮮半島沖での軍事境界線を越えた戦略爆撃機の威嚇飛行や3個の空母打撃群などの展開[20][21][22][23]

このように外交・軍事両面で「最大限の圧力」で対応することを方針に位置付け、アメリカ大統領のドナルド・トランプは「米国は25年間も北朝鮮と対話を続け、脅され金を払ってきた。対話は答えではない！」・「軍事的な解決策の準備は完全に整っている」・「アメリカを脅し続ければ世界が見たことも無い火力と怒りに遭わせる」と発言した。
北朝鮮はトランプ政権がCIAを通じて、北朝鮮の最高指導者である金正恩の暗殺を試みたと主張し、トランプも初の国連総会での演説でアメリカ人大学生オットー・ワームビアの拘束や金正男暗殺の他、北朝鮮による日本人拉致問題などを挙げて北朝鮮を批判して「アメリカと同盟国を守ることを迫られれば、北朝鮮を完全に破壊する以外の選択は無い」と強く警告した。
これに対して金正恩は「トランプが世界の面前で私と国家の存在自体を否定して侮辱し、我が共和国を滅ぼすという歴代で最も凶暴な宣戦布告をしてきた」として「老いぼれ」「犬」などと罵倒する北朝鮮史上初の最高指導者名義の声明で猛反発し、トランプも「チビのロケットマン」「狂った男」「不気味な犬ころ」と貶すなど激化する米朝の非難の応酬は国家間を超えて首脳同士の個人攻撃にも拡大した。
同年9月30日にアメリカ国務長官のレックス・ティラーソンは訪問先の中国で、「対話の意思があるか打診している。意思疎通できるチャンネルはある」とトランプ政権では初めて米朝の水面下での接触を認めたが、その直後にアメリカ国務省は「北朝鮮に対話への意思は見られない」と声明し、10月1日にトランプは「チビのロケットマンとの対話、交渉は時間の無駄である。長官はエネルギーを浪費してはならない」とティラーソンに助言したと述べ、2日にはホワイトハウスは「北朝鮮と交渉すべき時ではない」と発表した。
同年12月12日にティラーソンは、「北朝鮮との最初の対話を無条件にすることも可能だ」と述べつつ朝鮮半島有事を想定した核の確保と難民対策や38°線を越えた在韓アメリカ軍の撤退など具体的対応を中国側と協議していることも初めて表明した。ただし、北朝鮮からの核・ミサイル開発の破棄や挑発の中止を前提とする方針の転換とも受け取れるこの発言については、ホワイトハウス・国務省と大統領補佐官のハーバート・マクマスターやティラーソン自身も修正した。
2018年1月2日には「アメリカ本土を射程におさめた核のボタンが私の机の上にある」とする新年の辞を述べた金正恩に対して「食料が枯渇し、飢えた北朝鮮の体制よりも私は巨大で強力な核を持ち、私の核のボタンはちゃんと動くことを誰か彼に教えてやれ」とトランプはツイッターで述べ、核戦争まで示唆するに至った。しかしその後は緊張緩和に向かい、北朝鮮が軍事的挑発の凍結や非核化の意思も表明してトランプと金正恩は同年6月12日に史上初の米朝首脳会談を行った
2017年8月に前国連大使のジョン・ボルトンと前国防長官のレオン・パネッタなどは、今のアメリカと北朝鮮の対立は「昔のキューバ危機に比肩される深刻な核危機だ」と分析した。